# 必死の逃亡者 (映画)
『必死の逃亡者』（ひっしのとうぼうしゃ、原題：The Desperate Hours）は1955年公開のアメリカ映画。

## 解説
- ジョセフ・ヘイズの1954年の小説『The Desperate Hours』とそれをヘイズ自らの脚本で舞台化した1955年の舞台劇の両方を原作とし、ヘイズ自らの脚色で映画化した作品である。
- 1990年にマイケル・チミノ監督、ミッキー・ローク主演で『逃亡者』としてリメイクされている。

## ストーリー
3人の脱獄囚と、彼らが逃げ込んだ家の家族との攻防を描く。

## キャスト
脱獄囚
- グレン・グリフィン - ハンフリー・ボガート： 逮捕時にアゴを砕いたバードに復讐しようとしている。
- ハル・グリフィン - デューイ・マーティン： グレンの弟。
- サム・コービッシュ - ロバート・ミドルトン： グレンの仲間。凶暴な性格の大男。

ヒリアード家
- ダン・ヒリアード - フレドリック・マーチ： 郊外に住むサラリーマン。
- エリー・ヒリアード - マーサ・スコット： ダンの妻。
- シンディ・ヒリアード - メアリー・マーフィ： ダンの娘。
- ラルフ・ヒリアード - リチャード・アイアー： ダンの息子。

その他
- チャック・ライト - ギグ・ヤング： シンディの恋人。弁護士。
- ジェス・バード - アーサー・ケネディ： 保安官代理。

## 日本語吹替
| 役名                 | 俳優                 | 日本語吹替 | 日本語吹替   | 日本語吹替   |
| 役名                 | 俳優                 | NHK版      | フジテレビ版 | テレビ東京版 |
| -------------------- | -------------------- | ---------- | ------------ | ------------ |
| グレン・グリフィン   | ハンフリー・ボガート | 久米明     | 久米明       | 小川真司     |
| ダン・ヒリアード     | フレドリック・マーチ | 神田隆     | 中村正       | 吉水慶       |
| ジェス・バード       | アーサー・ケネディ   | 家弓家正   | 大木民夫     | 麦人         |
| エリー・ヒリアード   | マーサ・スコット     | 来宮良子   | 寺島信子     | 泉晶子       |
| ハル・グリフィン     | デューイ・マーティン | 山田康雄   |              | 家中宏       |
| チャック・ライト     | ギグ・ヤング         |            |              | 江原正士     |
| シンディ・ヒリアード | メアリー・マーフィ   |            | 池田昌子     | 佐々木優子   |
| ラルフ・ヒリアード   | リチャード・アイアー |            | 菅谷政子     | 田中真弓     |
| サム・コービッシュ   | ロバート・ミドルトン |            |              | 石森達幸     |
| フレデリック警部補   | レイ・ティール       |            |              | 幹本雄之     |

- NHK版：初回放送1969年5月24日
- フジテレビ版：初回放送1972年5月12日『ゴールデン洋画劇場』
- テレビ東京版：初回放送2000年1月6日『20世紀名作シネマ』